# Lobelia stuhlmannii
Lobelia stuhlmannii är en klockväxtart som beskrevs av Georg August Schweinfurth och Stuhlmann. Lobelia stuhlmannii ingår i släktet lobelior, och familjen klockväxter. Inga underarter finns listade i Catalogue of Life.